# André Stahl (Politiker)

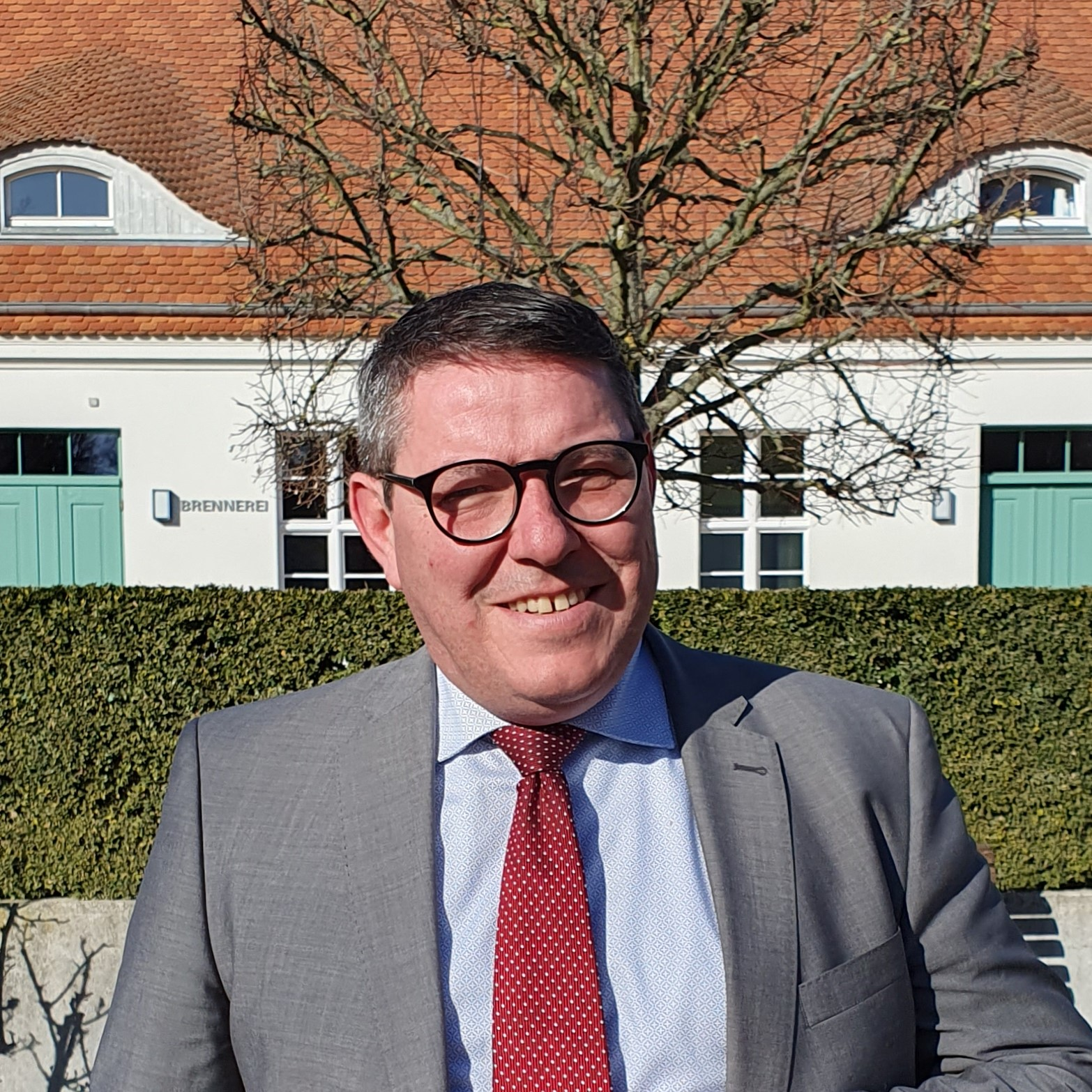
Andre Stahl 2023

André Stahl (* 21. Juli 1971 in Bernau, DDR) ist ein deutscher Jurist und Kommunalpolitiker der Partei Die Linke. Seit 2014 ist er Bürgermeister der brandenburgischen Stadt Bernau bei Berlin.

## Leben
Stahl besuchte zunächst die Polytechnische Oberschule in Biesenthal und anschließend die Erweiterte Oberschule in Bernau, auf der er 1990 das Abitur erwarb. Anschließend studierte er an der Humboldt-Universität zu Berlin bis 1999 Rechtswissenschaften und begann seine hauptberufliche Tätigkeit als Rechtsanwalt, die er bis 2015 ausübte.

## Politik

### Ämter
Von 2006 bis 2015 war er ehrenamtlicher Bürgermeister von Biesenthal und Kreistagsabgeordneter des Landkreises Barnim.
Im Mai 2014 trat Stahl als Bürgermeisterkandidat in Bernau an und erreichte im 1. Wahlgang zunächst 36,5 Prozent der Stimmen. In der anschließenden Stichwahl am 28. September 2014 konnte er mit 60,7 Prozent die absolute Mehrheit erreichen und löste damit Hubert Handke der CDU nach drei Amtsperioden bzw. die danach interimsweise amtierende Michaela Waigand (parteilos) ab.
Bei der Bürgermeisterwahl 2022 erreichte er bereits im 1. Wahlgang 64,2 Prozent der Stimmen und wurde für weitere acht Jahre gewählt.
Im Mai 2025 wurde Stahl auf der Hauptversammlung des Deutschen Städtetags zum Mitglied des Präsidiums gewählt.

### Positionen
Stahl tritt für einen Ausbau des Öffentlichen Nahverkehrs, von Kita- und Hortplätzen sowie von Solaranlagen ein. Außerdem hält er das kommunale Wohnungsbauunternehmen zur Schaffung weiterer Sozialwohnungen und bezahlbaren Wohnraums an. Im Streit um Wasseraltanschließer-Beiträge setzte sich Stahl für eine gestaffelte Lösung ein, um für einen Interessenausgleich zu sorgen.
Stahl war im Februar 2023 Unterstützer des Manifests für Frieden von Sahra Wagenknecht und Alice Schwarzer, um für eine diplomatische Lösung zu werben und die Waffenlieferungen an die Ukraine im Russisch-Ukrainischen Krieg zu beenden. Stahl unterstrich die Grundsatzposition der Linken als Friedenspartei.

## Privates
Stahl ist seit 2002 mit einer Katholikin verheiratet und hat mit ihr zwei Söhne und eine Tochter. Mit seiner Familie lebt er in Biesenthal.

## Auszeichnungen
2015 wurde Stahl zum Ehrenbürger von Biesenthal ernannt.